# Pèlerinage de Grâce

La bannière, portée pendant le pèlerinage de Grâce, est ornée des plaies du Christ.

Le pèlerinage de Grâce (Pilgrimage of Grace) est un mouvement populaire ayant eu lieu à York et dans le Yorkshire au cours de l'année 1536. Il se pose en signe de protestation contre la rupture de l'Angleterre avec l'Église catholique romaine, la dissolution des monastères, ainsi que d'autres épiphénomènes politiques, sociaux et économiques.
Techniquement, l'expression « pèlerinage de Grâce » se réfère spécifiquement à l'insurrection de York, bien que parfois elle soit utilisée en relation avec les soulèvements en général qui ont eu lieu dans le nord de l'Angleterre, le premier étant celui du Lincolnshire, douze jours avant le pèlerinage.

## Lincolnshire Rising/Le soulèvement du Lincolnshire
Le Lincolnshire Rising a été une brève dissidence des catholiques contre la création de l'église d'Angleterre par Henry VIII et la dissolution des monastères, mise en œuvre par Thomas Cromwell, qui a suggéré un plan d'affirmation de l'autonomie religieuse de la nation et de la suprématie du roi sur les affaires religieuses. Il a commencé à St. James Church, Louth, après l'evensong du 1er octobre 1536, peu de temps après la fermeture de l'abbaye de Louth. Il a rapidement gagné le soutien de Horncastle, Caistor et d'autres villes voisines. Énervés par les actions des commissaires, les émeutiers exigeaient la fin de la collecte d'une subvention spécifique, la fin des dix articles, un terme à la dissolution du clergé, la fin de l'impôt en temps de paix, une purge des hérétiques dans le gouvernement et l'abrogation du State of Uses. Avec l'appui de la noblesse locale, des manifestants, estimés à plus de 40 000, ont marché sur Lincoln et ont, le 14 octobre, occupé la cathédrale de Lincoln. Ils ont exigé la liberté de continuer à célébrer Dieu en tant que catholiques et la protection des trésors des églises du Lincolnshire.
Le moratoire prit effectivement fin le 4 octobre, lorsque le roi Henri envoie un message de dispersion aux émeutiers, sous peine de faire face aux forces du duc de Suffolk, qui ont déjà été mobilisées. Le 14 octobre sont restés quelques « Lincolns ». Ainsi Kendall Thomas, le vicaire de Louth et son chef spirituel, fut capturé et exécuté. La plupart des autres chefs de file locaux partagèrent le même sort au cours des douze mois suivants. Bientôt, cependant, la rébellion grossit et engendre un mouvement plus large : le pèlerinage de Grâce.

## Pèlerinage de Grâce, le début de la crise Tudor

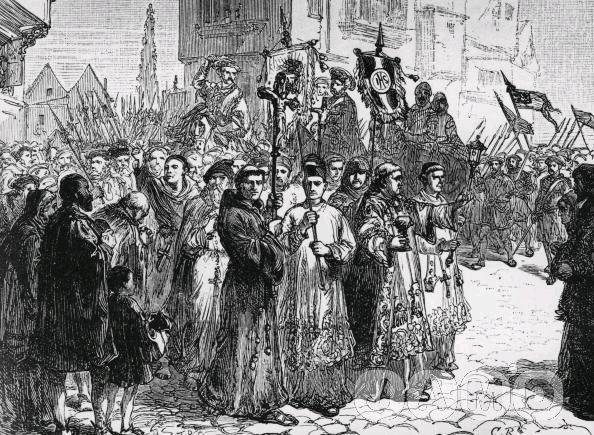
Pèlerinage de Grâce.

Le mouvement a éclaté le 13 octobre 1536, immédiatement après l'échec du Lincolnshire Rising et, à ce moment, l'expression « pèlerinage de Grâce » fut utilisée. Les causes ont longtemps été débattues par les historiens, mais plusieurs thèmes peuvent être identifiés :
- Griefs économiques : la noblesse du Nord a des inquiétudes sur le nouveau statut des impôts. Il y a aussi les craintes des citoyens concernant une nouvelle taxe sur les moutons. La récolte de 1535 a également conduit à un prix élevé des produits alimentaires, ce qui a contribué au mécontentement.
- Griefs politiques : beaucoup de gens du nord de l'Angleterre ont détesté la manière dont Henry VIII avait écarté Catherine d'Aragon. Bien que la nouvelle épouse du roi, Anne Boleyn, fût impopulaire, son exécution en 1536 sur des accusations forgées de toutes pièces d'adultère, de sorcellerie et de trahison, a beaucoup fait pour saper le prestige de la monarchie et la réputation personnelle du roi. Il y a aussi la colère suscitée par l'ascension de Thomas Cromwell.
- Griefs religieux : l'église locale est, dans le Nord, le centre de la vie communautaire. Beaucoup de paysans ordinaires ont peur que leur plaque d'église soit confisquée. Il y a aussi des rumeurs populaires à l'époque qui laissent entendre que le baptême pourrait être taxé. Les dix articles instituant un nouvel ordre de la prière, publié par le gouvernement en 1535, font également penser que la doctrine officielle suit la réforme luthérienne. Cela va à l'encontre des croyances de la plupart des conservateurs du Nord.

Robert Aske a été choisi pour diriger les insurgés ; c'est un avocat de Londres, un résident des Inns of Court, et le plus jeune fils de Sir Robert Aske de Aughton près de Selby. Il est issu d'une vieille famille du Yorkshire Richmondshire (Aske Hall). En 1536, Aske est à la tête d'un groupe de 9 000 disciples, qui sont entrés dans York et l'ont occupée. Là, il prend des dispositions pour exhorter les moines et les nonnes à retourner dans leurs maisons, dans lesquelles le roi vient d'installer des locataires (qui sont à ce moment expulsés). Le succès est si grand que les dirigeants royaux, Thomas Howard, duc de Norfolk et George Talbot, ouvrent des négociations avec les insurgés à Doncaster, où ont été réunis entre 30 et 40 000 hommes.
Le roi autorisa Norfolk à promettre une amnistie et un Parlement qui se tiendrait à York un an plus tard. Confiant dans les promesses du roi, Aske renvoie ses disciples.

## Répression
Les promesses royales ne seront pas tenues et, en janvier 1537, une nouvelle manifestation (qu'a tenté d'empêcher Aske) a lieu dans le Cumberland et le Westmorland sous la direction de Sir Francis Bigod, de Settrington dans le East Riding of Yorkshire. Sur ce, le roi fait arrêter Aske et plusieurs autres dirigeants, tels que les Lords Thomas Darcy, Constable, et Bigod, qui sont tous reconnus coupables de trahison et exécutés. Aske est pendu enchaîné aux murs du château d'York comme avertissement pour d'autres « rebelles ». Sir John Bigod, Lord Thomas Percy, Sir Henry Percy, Sir John Bulmer, Sir Stephan Hamilton, Sir Nicholas Tempast, Sir William Lumley, Sir Edward Neville, Sir Constable Robert, les abbés de Barlings, Sawley, Fontaines et l'Abbaye de Jervaulx, et le prieur de Bridlington sont exécutés en juillet 1537. En tout, 216 personnes sont mises à mort, des seigneurs et des chevaliers, une demi-douzaine d'abbés, 38 moines et 16 curés. La mort des meneurs permet au duc de Norfolk de réprimer les mouvements de rébellion et la loi martiale est imposée ainsi que la fin de la prédication.

## Succès et échecs
Le Lincolnshire Rising et le pèlerinage de Grâce ont été traditionnellement considérés comme des échecs complets. Ils ont toutefois atteint plusieurs des résultats escomptés.

### Succès
- Le gouvernement a reporté la collecte de la subvention au mois d'octobre. Cela avait été l'un des principaux griefs parmi les organisations du Lincolnshire.
- Le State of Uses a été réduit à néant par une nouvelle loi, le State of Wills.
- Quatre des sept sacrements qui avaient été omis dans les dix articles furent restaurés dans le Bishop's Book de 1537, initiative qui mit fin à la dérive de la doctrine officielle vers le protestantisme. Cette précision sera inscrite dans le droit anglais par l’Acte des six articles en 1539.
- La lutte contre l’hérésie fera l’objet d’une proclamation royale en 1538.

### Échecs
- La dissolution des monastères continue sans relâche, les plus grands monastères seront dissous en 1540.
- De grandes étendues de terres appartenant à l'Église furent saisies et réparties entre la monarchie et ses alliés.
- L'évolution vers le protestantisme officiel réalisée par Cromwell n'est pas inversée (du moins pas avant le règne de Marie Tudor Ire).